# リニャーノ・サッビアドーロ
リニャーノ・サッビアドーロ（伊: Lignano Sabbiadoro）は、イタリア共和国フリウリ＝ヴェネツィア・ジュリア州ウーディネ県にある、人口約6,900人の基礎自治体（コムーネ）。

## 地理

### 位置・広がり

#### 隣接コムーネ
隣接するコムーネは以下の通り。括弧内のVEはヴェネツィア県（ヴェネト州）所属を示す。
- ラティザーナ
- マラーノ・ラグナーレ
- サン・ミケーレ・アル・タリアメント (VE)

### 気候分類・地震分類
リニャーノ・サッビアドーロにおけるイタリアの気候分類 (it) および度日は、zona E, 2393 GGである。
また、イタリアの地震リスク階級 (it) では、zona 3 (sismicità bassa) に分類される。

## 姉妹都市
- Ketchum、アメリカ合衆国 1980年